# فرودگاه پارما
 فرودگاه پارما (به انگلیسی: Parma Airport) (به زبان بومی: Aeroporto di Parma) یک فرودگاه همگانی با کد یاتا PMF است که یک باند فرود آسفالت دارد و طول باند آن ۲۱۲۲ متر است. این فرودگاه در شهر پارما کشور ایتالیا قرار دارد و در ارتفاع ۴۹ متری از سطح دریا واقع شده است.

## شرکت‌های هواپیمایی و مقصدهای پروازی

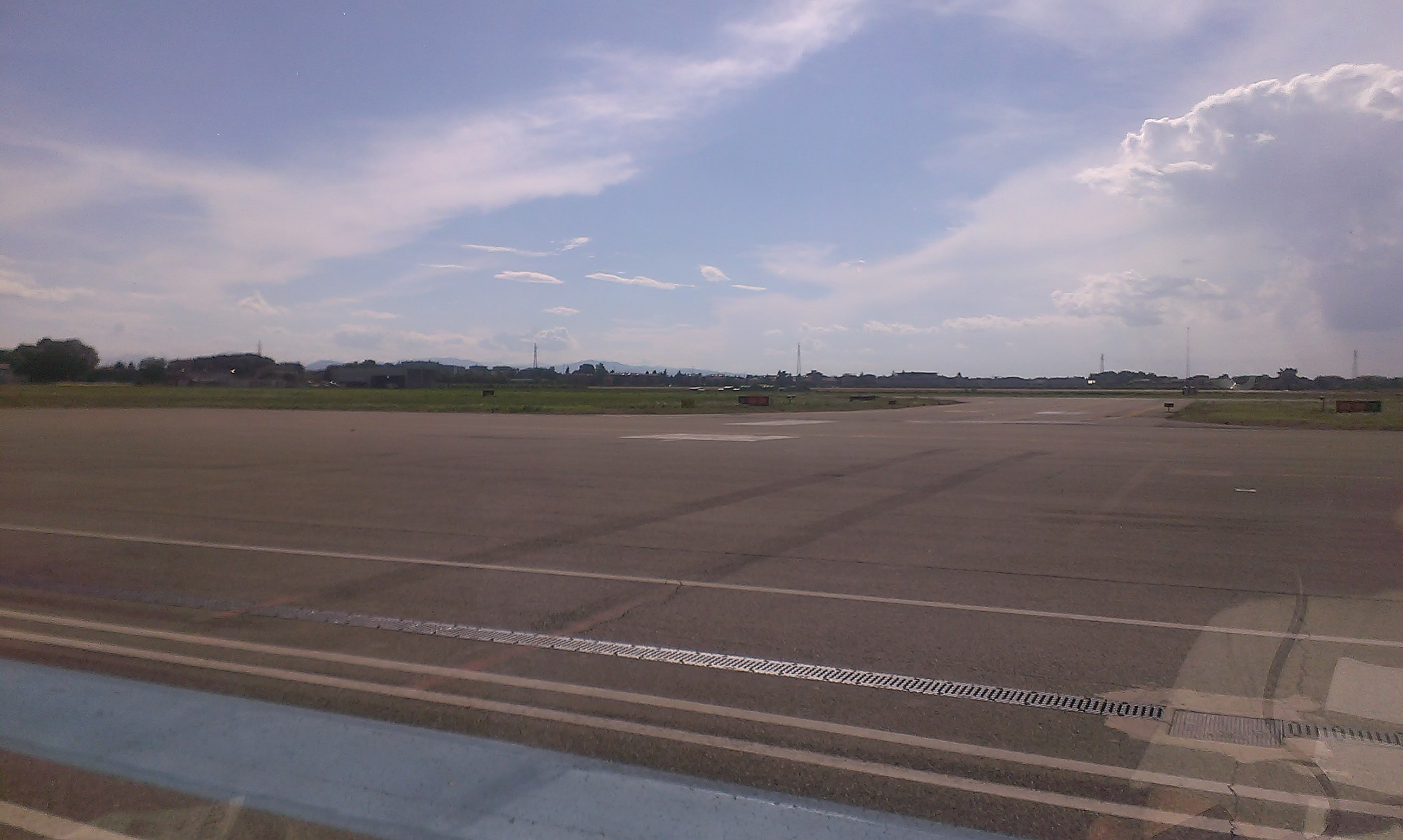
باند فرودگاه پارما از دروازه خروج دیده می شود.

The following airlines operate regular scheduled and charter flights to and from Parma:
| شرکت‌های هواپیمایی | مقصدهای پروازی                    |
| ----------------- | --------------------------------- |
| FlyOne            | کیشیناو                           |
| میسترال ایر       | فصلی: اولبیا - کاستا اسمرالدا     |
| رایان‌ایر          | تراپانی-بیرجی فصلی: کگلیاری-الماس |